# Novale (Valdagno)
Novale è una frazione del comune italiano di Valdagno, in provincia di Vicenza.
Il nome prende origine dal termine latino novalis, che indica le terre rese coltivabili dall'uomo. La chiesa parrocchiale è dedicata a San Paolo Apostolo.

## Storia
Il primo nucleo abitativo di Novale fu il territorio di Menovre, indicata tra le ville del vicentino in alcuni documenti del XIII secolo. Menovre, oggi contrada di Novale, derivava il suo nome da homenagium, cioè terra tutelata dal signore feudale.
Novale fu un comune italiano dal 29 marzo 1569 al maggio 1924. La separazione dal limitrofo Comune di Valdagno avvenne dopo un secolo di malcontenti locali, durante il quale la popolazione novalese venne tenuta in minima considerazione ai consigli comunali, e per la lontananza dalla chiesa parrocchiale di cui Novale fu priva fino al 1592.
Con le dimissioni dell'Amministrazione Comunale nel maggio 1924, avvenute in applicazione delle nuove leggi sulla risistemazione territoriale, il territorio di Novale tornò ad essere incorporato al Comune di Valdagno. L'aggregazione del comune di Novale a quello di Valdagno sarà ufficiale con il Regio Decreto del 28 giugno 1928 n. 1794.

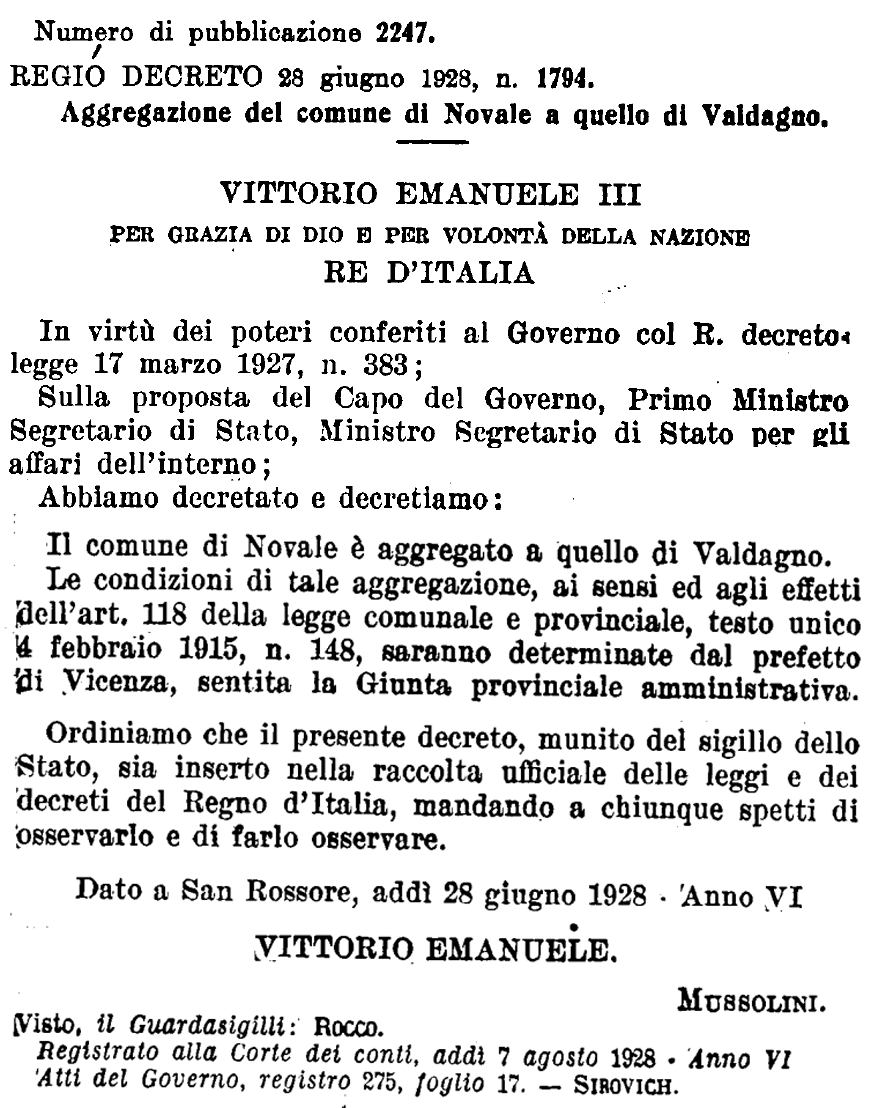
Regio decreto pubblicato sulla Gazzetta ufficiale n. 185 del 1928 in cui viene ufficializzata l'aggregazione di Novale a Valdagno

La chiesa parrocchiale è stata ricostruita tra il 1845 e il 1868. L'attuale campanile, uno dei più alti (63,48 metri) e antichi del vicentino, è stato invece inaugurato il 25 aprile 1904 dopo 10 anni di lavori, iniziati il 4 aprile 1894 su iniziativa dell'arciprete don Bortolo Chiarello. Sostituì quello crollato nel 1839, che era stato provvisoriamente sostituito da un'incastellatura di legno.
Novale conta oggi circa 5 000 abitanti.
 Sono diverse le tradizioni popolari ripetute annualmente e rinomate in tutta la Valle dell'Agno, tra cui il falò dell'epifania, la storica sfilata di carri allegorici a Carnevale e la sagra paesana, tenuta ogni terzo weekend di settembre e che ha raggiunto nel 2024 la 135/ma edizione.
A livello sportivo, dagli anni ottanta fino ai primi anni duemila è stato organizzato il torneo di calcio "Coppa d'Oro", celebre in almeno tutto il territorio vicentino. Ne ha raccolto l'eredità il torneo "Se vedemo al terso tempo", con 14 edizioni dal 2003 al 2017, e successivamente la Copa d'Oro, organizzato nel 2018, 2019 e dal 2022 in poi.

## Geografia fisica
Novale sorge sul territorio collinare sulla sponda sinistra del torrente Agno, delimitata a nord da San Quirico (frazione di Valdagno), a est dal territorio comunale di Schio e a sud dall'area cittadina di Valdagno. Sono nove le valli storiche che, tra loro parallele, attraversano il territorio di Novale:
1. Valle Castrazzano
2. Val Rialbo (o Val Grande)
3. Val Rossia
4. Valle dell'Oro
5. Val Riberta (o dei Càmpassi)
6. Val Grossa
7. Valle Miara
8. Valle Pilerna
9. Val Corata

Le ultime tre valli in origine sorgevano all'interno del Comune di Novale, ma attualmente non appartengono più al territorio di Novale. I piccoli torrenti di ciascuna valle confluiscono (o confluivano) nel torrente Agno.